# Aborto en San Cristóbal y Nieves
El aborto en San Cristóbal y Nieves está permitido en circunstancias en las que la vida de la mujer se ve amenazada por el embarazo. 

## Legislación
La ley del aborto en San Cristóbal y Nieves se basa en la Ley británica de Delitos contra la Persona de 1861. El aborto se aborda en la Parte IX de la propia Ley de Delitos contra la Persona de San Cristóbal y Nieves, en las Secciones 53 y 54, que establecen que cualquier mujer que intente ilegalmente procurar un aborto es culpable de un delito grave y puede ser condenada a una pena de hasta diez años de cárcel, incluyendo o no trabajos forzados. El tercero que administre un aborto ilegal está sujeto a la misma pena, mientras que el proveedor de un instrumento o sustancia a sabiendas de que se utilizará para provocar un aborto ilegal es culpable de un delito menor y enfrenta una pena de hasta dos años de prisión.
La Ley (de Preservación) de la Vida Infantil, que fue adaptada de la Ley (de Preservación) de la Vida Infantil británica de 1929, permite el aborto en cualquier etapa del embarazo siempre que el procedimiento se realice "de buena fe con el único propósito de preservar la vida de la madre". Establece que una persona que causa un aborto después de las 28 semanas de embarazo es culpable de "destrucción de niños", un delito grave, y se castiga con cadena perpetua, incluyendo o no trabajos forzados. San Cristóbal y Nieves también sigue los precedentes establecidos en la ley de aborto británica, como Rex v. Bourne (1938), en el que el tribunal dictaminó que un aborto practicado a una víctima adolescente de violación era legal, ya que evitaba daños físicos y mentales a la víctima.

## Acceso a servicios de aborto
Un estudio de tres años sobre las prácticas de aborto en el noreste del Caribe, publicado en 2005, señaló que las mujeres de San Cristóbal y Nieves que buscan abortar a menudo viajan a países caribeños cercanos para permanecer en el anonimato.